# Херсонський провулок
Херсонський прову́лок — провулок в Деснянському районі міста Києва, житловий масив Соцмісто. Пролягає від вулиці Гната Хоткевича до вулиці Якова Гніздовського.

## Історія
Провулок виник у середині XX століття під назвою Нова вулиця. 1957 року отримав назву Магнітогорський провулок, на честь російського міста Магнітогорськ. Певний час Магнітогорський провулок було визначено як продовження бульвару Верховної Ради, і в деяких джерелах розташовані на ньому споруди віднесено до цього бульвару.
Сучасна назва на честь міста Херсон — з 2022 року.
До 1977 року також існував Херсонський провулок у Залізничному, нині Солом'янському районі міста Києва, місцевість Олександрівська слобідка.

## Установи
- Міжнародний науково-технічний університет імені академіка Юрія Бугая (буд. № 3)